# Zeltinger Sonnenuhr

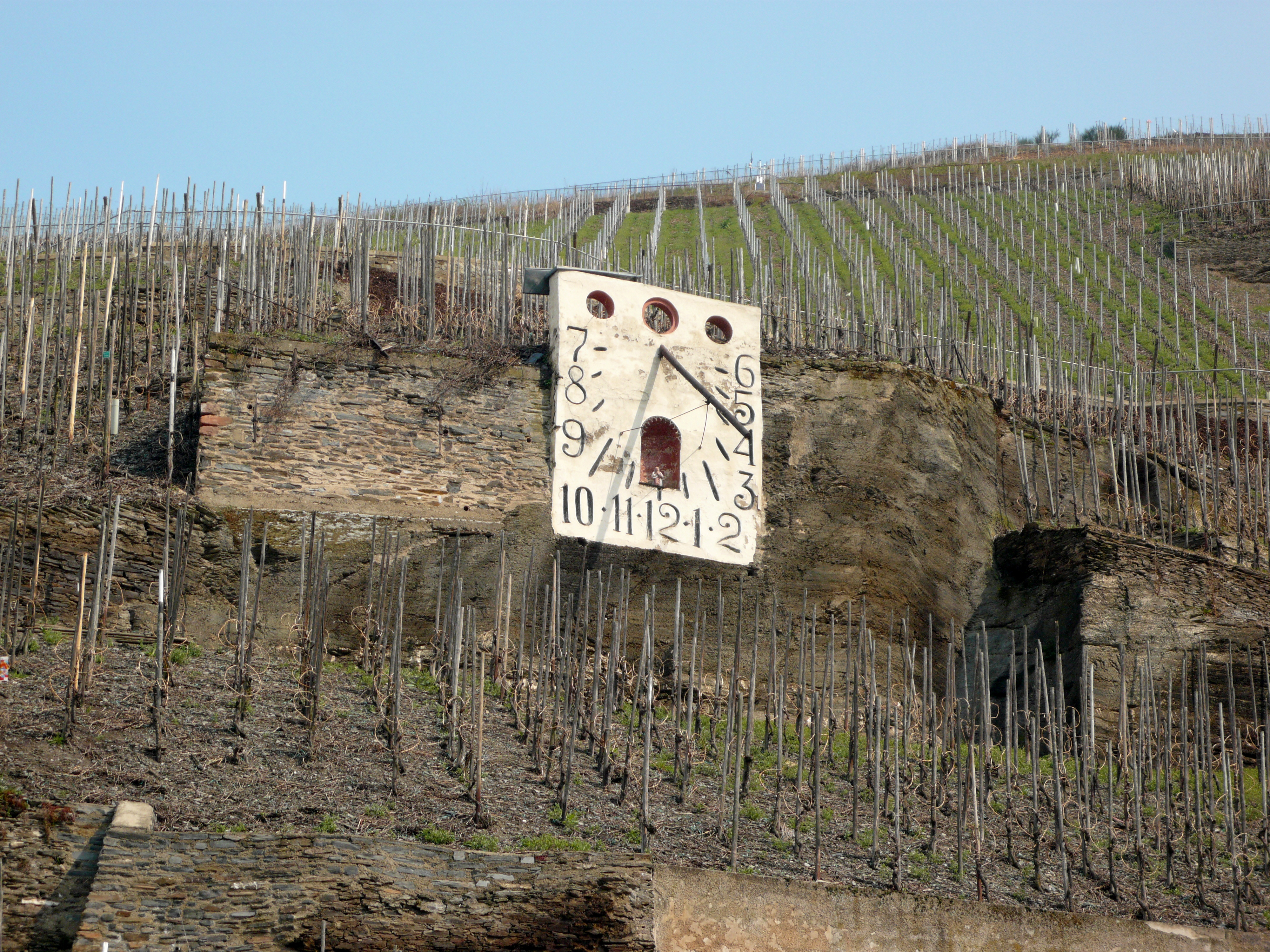
Die Zeltinger Sonnenuhr

Der Begriff Zeltinger Sonnenuhr bezeichnet eine deutsche Weinlage in Zeltingen, einem Ortsteil der Gemeinde Zeltingen-Rachtig an der Mosel. Die in dieser 21,5 Hektar großen Einzellage angebauten Weine (überwiegend Riesling) sind überregional bekannt. Die Lage ist steil und nach Südsüdwest geneigt. Die Reben gedeihen auf Devon- und Schieferverwitterungsböden. Die Einzellage Zeltinger Sonnenuhr ist Teil der Großlage Münzlay.
Weitere Weinlagen mit dem Namen Sonnenuhr gibt es in Brauneberg, Maring-Noviand, Neumagen-Dhron, Pommern, und Wehlen. In unmittelbarer Nähe liegt die Einzellage Wehlener Sonnenuhr.
Die noch heute bestehende Sonnenuhr wurde 1620 von einem Abt des Klosters Himmerod erbaut und ist die größte Sonnenuhr in einem deutschen Weinberg. An einem richtigen Sonnentag kann man auf ihr alle Stunden ablesen. Sie ist eines der wichtigsten Wahrzeichen des Ortes und gilt als die älteste Sonnenuhr an der Mosel.